# Бланко Мамани, Элиас
Элиас Бланко Мамани (исп. Elías Blanco Mamani; родился 20 июля 1962 года) — боливийский журналист, культуролог, писатель
 и плодовитый биограф, среди работ которого — «Словарь культуры Боливии», в котором собрана информация о жизни более 2000 поэтов, писателей и других выдающихся деятелей истории культуры Боливии. Он является основателем и управляющим редакции и музея El Aparapita в Ла-Пасе.

## Биографист
В 1992 году он ушел из журналистики, чтобы полностью посвятить себя тщательному исследованию, написанию и составлению биографий тысяч боливийских исторических писателей. В период с 2006 по 2011 год он опубликовал серию статей о различных деятелях боливийской культуры из каждого департамента страны, а также из Аргентины, Чили и Германии.

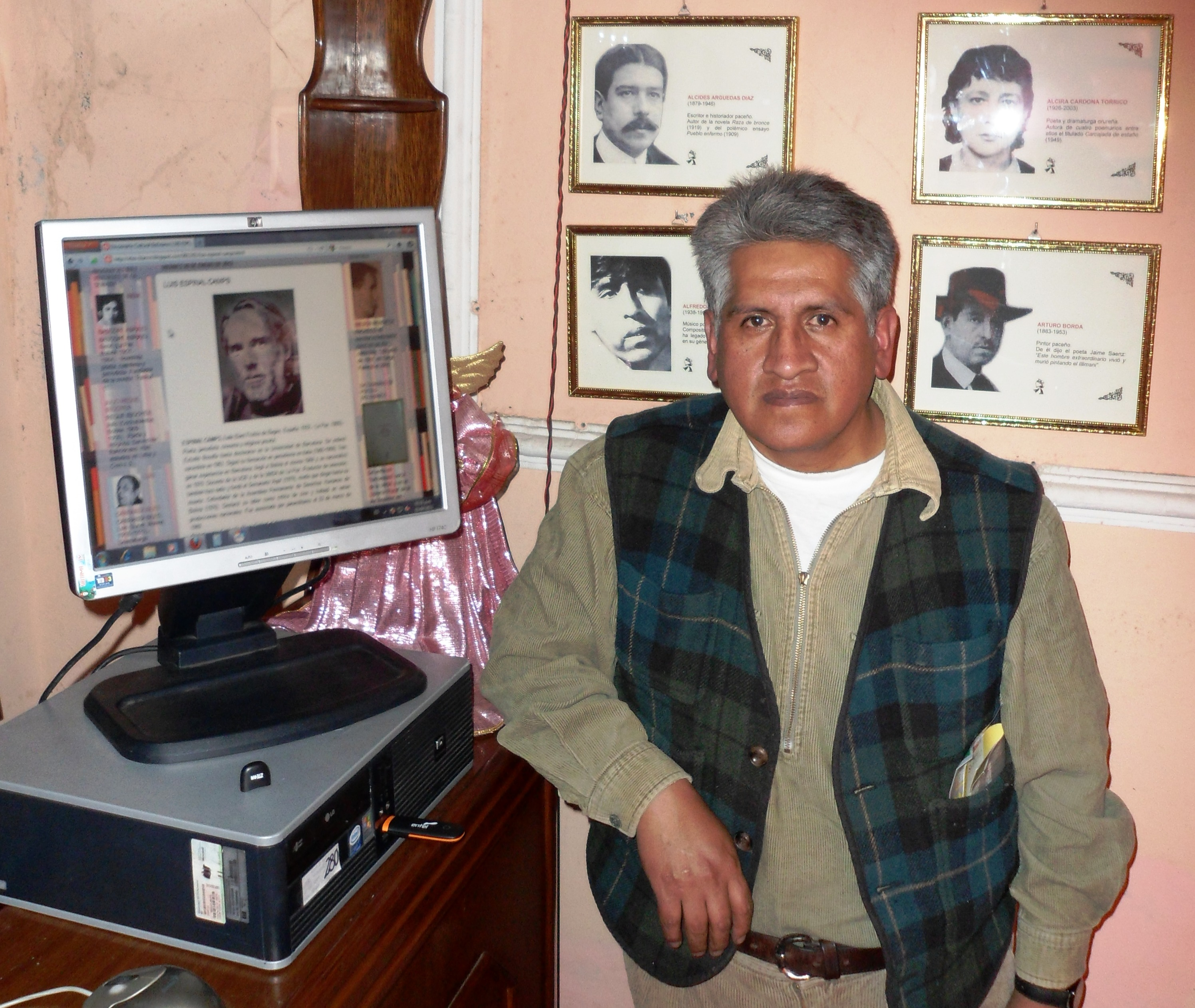
Бланко в музее Апарапита

После 20 лет работы в 2011 году он опубликовал свою первую книгу «Словарь боливийских поэтов» (Diccionario de Poetas Bolivianos), в которую вошли биографические данные, а также избранные стихотворения, критические статьи и мысли автора о более чем 1000 боливийских поэтах. В следующем году он опубликовал «Словарь боливийских романистов» (Diccionario de Novelistas Bolivianos) — второй том этой серии, в который вошли 491 автор и 918 романов, опубликованных с 1834 по 2012 год.
Для публикации своих произведений Бланко основал издательство «El Aparapita». «Апарапита» — это слово из языка аймара, которое, как перевел Хайме Саэнс, означает «несущий». Бланко объяснил, что он выбрал такое название, потому что «в данном случае оно несёт в себе нечто очень весомое: богатство информации о боливийской культуре». Помимо издательства, El Aparapita также является музеем и галереей «творцов боливийской культуры».
В качестве дополнения к этим публикациям Бланко ведет Diccionario Cultural Boliviano — блог, который собирает эти биографии в цифровом формате. Блог был запущен в апреле 2012 года в один день с открытием музея Апарапита. Заявленной целью Бланко при создании словаря было обеспечение простоты доступа, особенно в отношении исследований из-за рубежа.

## Публикации

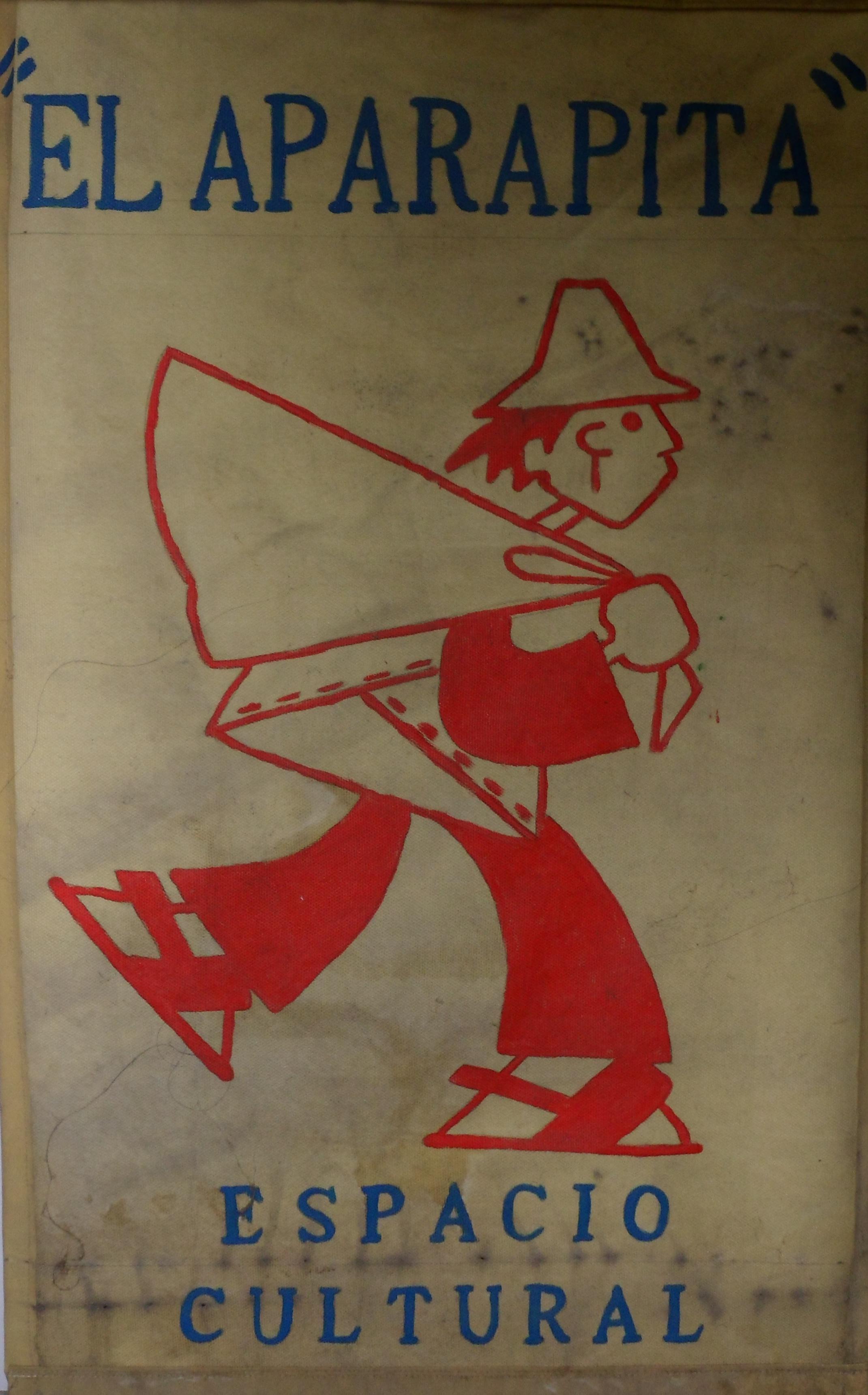
Издание El Aparapita

- Blanco Mamani, Elías. Jaime Saenz, el ángel solitario y jubiloso de la noche :  [исп.]. — La Paz : Casa de la Cultura "Franz Tamayo", 1998.
- Blanco Mamani, Elías. Enciclopedia Gesta de autores de la literatura boliviana :  [исп.]. — Agencia Gesta de Servicio Informativo Cultural, 2005. — Vol. 1. — ISBN 9789990563627.
- Blanco Mamani, Elías. Orureños en la cultura Boliviana :  [исп.]. — La Paz : Viceministerio de Desarrollo de Culturas, 2006.
- Blanco Mamani, Elías. 200 Poetas Paceños :  [исп.]. — La Paz : Editorial El Aparapita, 2009.
- Blanco Mamani, Elías. Alemanes en la cultura Boliviana :  [исп.]. — La Paz : Editorial El Aparapita, 2010.
- Blanco Mamani, Elías. Argentinos en la cultura Boliviana :  [исп.]. — La Paz : Editorial El Aparapita, 2010.
- Blanco Mamani, Elías. Chilenos en la cultura Boliviana :  [исп.]. — La Paz : Editorial El Aparapita, 2010.
- Blanco Mamani, Elías. Potosinos en la cultura Boliviana :  [исп.]. — La Paz : Editorial El Aparapita, 2010.
- Blanco Mamani, Elías. Tarijeños en la cultura Boliviana :  [исп.]. — La Paz : Editorial El Aparapita, 2010.
- Blanco Mamani, Elías. Diccionaro de Poetas Bolivianos :  [исп.]. — La Paz : Editorial El Aparapita, 2011.
- Blanco Mamani, Elías. Enciclopedia Gesta de autores de la literatura boliviana :  [исп.]. — Agencia Gesta de Servicio Informativo Cultural, 2012. — Vol. 2.
- Blanco Mamani, Elías. Diccionario de Novelistas Bolivianos :  [исп.]. — La Paz : Editorial El Aparapita, 2012.